# Hitler, connais pas
Pour plus de détails, voir Fiche technique et Distribution.
Hitler, connais pas est un film documentaire de Bertrand Blier réalisé en 1963.

## Résumé
Le documentaire, en noir et blanc, se présente comme une enquête sur la jeunesse,, bien que son intention de spectacle soit annoncée dès le générique, qui assure que le cinéaste ne présente pas ces jeunes gens comme représentatifs. Il consiste en onze interviews de jeunes gens de 15 à 22 ans, interrogés séparément et qui ne se sont jamais rencontrés. Leurs milieux sociaux sont très divers : fils d'entrepreneur, ouvrier, coureur de petits boulots occasionnels, lycéen, mannequin, mère célibataire, bourgeoise attirée par une libération sexuelle qui commence — et explosera au grand jour en 1968.
On les interroge sur leur enfance, leurs parents, leur vision de l’amour, le travail, l'avenir qu’ils se voient et qu’ils imaginent pour la société (1963, aux deux tiers des Trente Glorieuses, est une époque où l’augmentation du niveau de vie semble ne jamais devoir s’arrêter).

## Contexte
Bertrand Blier, jeune cinéaste, rapproche grâce au montage ces réponses par thème, donnant à l’ensemble l’allure d’une conversation similaire à celles que l’on trouvait dans un feuilleton de l’époque Le Temps des copains. Le générique annonce d’ailleurs que le film se veut un spectacle davantage qu’une enquête à proprement parler. Blier rapproche, parfois de façon abrupte, les récits de ces jeunes où, au milieu des préoccupations classiques de la jeunesse à toutes les époques, il fait ressortir quelques préjugés sociaux, une tendance au matérialisme tranchant avec la mentalité antérieure, et même des prémices d’une guerre des sexes.
L'indifférence ou les lacunes de ces jeunes gens, particulièrement en matière de politique et d’histoire, moins de vingt ans après la chute du nazisme, est mise en relief et peut inquiéter. Cela donne le ton d’une jeunesse apolitique, qui durera au moins jusqu’en  septembre 1966, date où Le Nouvel Observateur effectue une enquête à charge allant dans le même sens, annoncée sur sa couverture sous le titre « Les Lycéens 1967 ». Les événements de Mai 68 pourront à cette lumière être analysés comme une confirmation de ce constat avec Raymond Aron, ou au contraire comme un début de révolution salutaire, avec Jean-Paul Sartre.
Le titre devint une expression répandue pendant quelques années, mais ne constitue pas une citation d'un propos du film. Bertrand Blier y gagne une première notoriété : son film sera interdit aux moins de 18 ans et retiré de la liste des films présentés au Festival de Cannes 1963.

## Fiche technique
- Réalisation : Bertrand Blier
- Scénario : sur une idée de Gérard Hédin
- Adaptation : Bertrand Blier
- Musique : Georges Delerue
- Images : Jean-Louis Picavet
- Opérateur : Jean-Paul Schwartz, Georges Kendi, Claude Maillois
- Montage : Michel David
- Son : Robert Biart
- Chef de production : André Michelin
- Société de production : Chaumiane
- Format :  Son mono - 35 mm - Noir et blanc - 1,66:1
- Durée : 100 min
- Genre : Documentaire
- Date de sortie : 25 juillet 1963 en France

## Distribution
- Zouzou